# Dünne Linse
Eine dünne Linse ist eine optische Linse, deren Dicke im Vergleich zu den Radien ihrer brechenden Oberflächen klein ist.
In der paraxialen Optik ist die dünne Linse ein Konzept, nach dem die endlich dicke reale Linse durch eine Ebene ersetzt wird. Die beiden Brechvorgänge eines Lichtstrahls an den Grenzflächen werden zu einem Brechvorgang an dieser Ebene zusammengefasst. Wenn die reale Linse einen symmetrischen Querschnitt hat (z. B. bikonvex oder bikonkav), so wird ihre Mittelebene zur brechenden Ebene. Ein Lichtstrahl, der auf den Mittelpunkt der Ebene trifft, geht mit unveränderter Richtung und ohne Parallelversatz durch die Linse hindurch.
Das Konzept der dünnen Linse ist eine Idealisierung der endlich dicken realen Linse und eine gute Näherung bei großen Radien ihrer Grenzflächen und damit auch großer Brennweite. Die formale Reduktion auf eine Ebene bedeutet nicht, dass die Linse keinen Brechungsindex oder keine gekrümmten Grenzflächen hat, denn von beidem hängt ihre Brennweite ab. Zur Beschreibung des Verhaltens der dünnen Linse genügt aber ihre Brennweite.

## Optische Abbildung mittels einer dünnen Linse

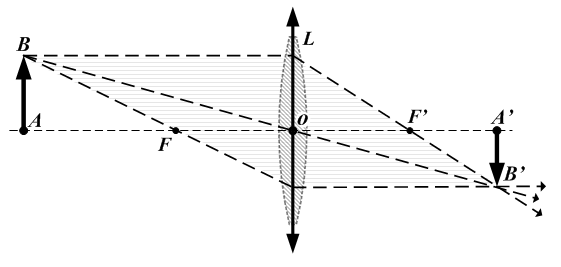
Abbildung 1: Eine bikonvexe dünne Linse

Die zwei Hauptebenen {\displaystyle H_{1}} und {\displaystyle H_{2}} eines allgemeinen optischen Systems fallen bei der dünnen Linse in ihrer Ersatzebene (Mittelebene) zusammen. Die dünne Linse hat nur eine Hauptebene {\displaystyle H}.
Beide Brennweiten {\displaystyle {\overline {OF}}} und {\displaystyle {\overline {OF'}}} werden von der Hauptebene {\displaystyle H} aus gemessen. Die strahlenoptische Konstruktion der optischen Abbildung ist etwas einfacher und geschieht wie folgt.
Der Bildpunkt B’ wird mit Hilfe von zwei der drei Hauptstrahlen Parallelstrahl (1), Mittelpunktstrahl (3) oder Brennpunktstrahl (2) (in Abbildung 1 von oben nach unten, Nummerierung bezieht sich auf Abbildung 2), die vom Gegenstandspunkt B ausgehen, gefunden. Die Strahlen werden nur einmal – nämlich an der Mittel/Haupt-Ebene – gebrochen (Strahl (3) bleibt ungebrochen). Der Parallelstrahl wird so gebrochen, dass er durch den bildseitigen Brennpunkt F’ geht. Der Brennpunktstrahl geht durch den gegenstandsseitigen Brennpunkt F und wird an der Mittelebene so gebrochen, dass er zum Parallelstrahl auf der Bildseite wird.

## Theorie für dicke Linsen

Abbildung 2: Eine bikonvexe Linse mit Dicke. Mit Hauptebenen und auf die sich die Brennweiten und beziehen. Von links kommende Strahlen (durchgezogene rote Linien) werden zweimal gebrochen, an jeder sphärisch gekrümmten Grenzfläche. Die Hauptebenen gehen durch den Schnittpunkt der Verlängerung des Parallelstrahls der einen Seite und der Verlängerung des Brennpunktstrahls der anderen Seite (gestrichelte Linien 1 und 3).

Abbildung 3: Zur Herleitung der Linsengleichung

Im Folgenden wird die Theorie der dicken Linse dargestellt und durch einen Grenzübergang zu einer dünnen Linse die Linsengleichung hergeleitet.
Eine (dicke) Linse besteht aus einem durchsichtigen Material mit Brechungsindex {\displaystyle n_{2}}. Die Linse bildet mit ihrer Umgebung zwei Grenzflächen. Im Normalfall ist die Umgebung Luft und damit der Brechungsindex {\displaystyle n_{1}=1}. Ein Lichtstrahl von links kommend (siehe Abbildung 2) wird an jeder der beiden Grenzflächen gemäß dem Snelliusschen Brechungsgesetz gebrochen. Um die Brennweite einer Linse zu berechnen, werden die beiden Brechungen des Lichtstrahls sukzessive betrachtet.

### Brechung an einer gekrümmten Fläche
Zuerst wird die Brechung des Lichtstrahls an der linken Grenzfläche betrachtet (Abbildung 3).
Rein geometrisch gilt
{\displaystyle h=R\sin \delta =(f_{2}-x)\tan \gamma '.}
Für achsennahe Strahlen sind die Winkel {\displaystyle \alpha '=\delta ,\beta '} klein und es gilt näherungsweise {\displaystyle x\ll f_{2}} sowie {\displaystyle \tan \gamma '\approx \sin \gamma '}. Außerdem gilt {\displaystyle \gamma '=\alpha '-\beta '}.
Dadurch ergibt sich:
{\displaystyle f_{2}\approx {\frac {\sin \alpha '}{\sin(\alpha '-\beta ')}}R=f_{2}}
Mit dem Snelliusschen Brechungsgesetz {\displaystyle n_{1}\sin \alpha '=n_{2}\sin \beta '} sowie {\displaystyle \sin(\alpha '-\beta ')=\sin \alpha '\cos \beta '-\cos \alpha '\sin \beta '\approx \sin \alpha '-\sin \beta '} ergibt sich:
{\displaystyle f_{2}={\frac {n_{2}}{n_{2}-n_{1}}}R}
Die bildseitige Brennweite {\displaystyle f_{2}} einer gekrümmten Grenzfläche für achsennahe Strahlen hängt demnach nur von den Brechungsindizes der beiden Materialien und der Krümmung der Fläche ab. Stellt man sich nun vor, dass das Licht von rechts kommend, nach links läuft und dann gebrochen wird, so kann man obige Formel auch anwenden. Die Brechungsindizes in der Formel müssen nun vertauscht werden, da der Lichtstrahl aus dem Medium mit {\displaystyle n_{2}} kommend nach {\displaystyle n_{1}} läuft:
{\displaystyle f_{1}={\frac {n_{1}}{n_{1}-n_{2}}}R}
{\displaystyle f_{1}} wird gegenstandsseitige Brennweite genannt.
Es lässt sich nun auch eine Beziehung zwischen der Bildweite {\displaystyle b} und der Gegenstandsweite {\displaystyle a} herleiten.
Es gelten folgende Winkelbeziehungen: {\displaystyle \alpha =\delta +\varepsilon } sowie {\displaystyle \beta =\delta -\gamma }. Daher gilt in der Kleinwinkelnäherung für das Snelliussche Brechungsgesetz:
{\displaystyle n_{1}(\delta +\varepsilon )\approx n_{2}(\delta -\gamma )}
Außerdem gilt:
{\displaystyle h=(a+x)\tan \varepsilon \approx a\varepsilon }
{\displaystyle h=(b-x)\tan \gamma \approx b\gamma }
{\displaystyle h=R\sin \delta \approx R\delta }
Einsetzen in die Kleinwinkelnäherung des Snelliusschen Brechungsgesetzes, wobei alle Näherungen als Gleichungen behandelt werden, ergibt:
{\displaystyle {\frac {n_{1}}{a}}+{\frac {n_{2}}{b}}={\frac {n_{2}-n_{1}}{R}}}
Die rechte Seite kann nun über die oben hergeleitete Brennweite ausgedrückt werden:
{\displaystyle {\frac {n_{1}}{a}}+{\frac {n_{2}}{b}}={\frac {n_{2}}{f_{2}}}=-{\frac {n_{1}}{f_{1}}}}

### Brechung an einer dicken Linse
Die Brechung von achsennahen Strahlen an einer Linse entspricht zwei nacheinander erfolgenden Brechungen an gekrümmten Grenzflächen. Es wird angenommen, dass das Licht von links einfällt. Wenn es sich um eine Konvexlinse handelt (in oberer Abbildung gezeigt), dann ist der Krümmungsradius der 1. Grenzfläche positiv, der Krümmungsradius {\displaystyle R_{2}} der 2. Grenzfläche dagegen negativ. Bei einer Zerstreuungslinse (Konkavlinse) ist der Sachverhalt genau umgekehrt.
Für die zweite Brechung nimmt man das Bild der ersten Brechung als Gegenstand. Es ist {\displaystyle a_{1}} die Gegenstandsweite der 1. Brechung und {\displaystyle a_{2}} die Gegenstandsweite der 2. Brechung. Gleiche Vereinbarung gilt für die Bildweiten {\displaystyle b_{1},b_{2}} und die Krümmungsradien {\displaystyle R_{1}>0,R_{2}<0}.
Für die Bildweite {\displaystyle b_{1}} nach der ersten Brechung gilt:
{\displaystyle {\frac {n_{1}}{a_{1}}}+{\frac {n_{2}}{b_{1}}}={\frac {n_{2}-n_{1}}{R_{1}}}}
Nun setzt man die Bildweite {\displaystyle b_{1}} als Gegenstandsweite {\displaystyle a_{2}} in die Formel für die 2. Brechung ein: {\displaystyle a_{2}=-(b_{1}-d)} mit {\displaystyle d} als Dicke der Linse (wie in der 1. Abbildung angegeben). Die Verschiebung um {\displaystyle d} muss durchgeführt werden, da die Herleitung oben davon ausgegangen ist, dass die gekrümmte Fläche durch den Ursprung geht. Natürlich müssen die Brechungsindizes wieder umgekehrt werden. Für die 2. Brechung gilt:
{\displaystyle {\frac {n_{2}}{a_{2}}}+{\frac {n_{1}}{b_{2}}}={\frac {n_{1}-n_{2}}{R_{2}}}}
Einsetzen von {\displaystyle a_{2}=-(b_{1}-d)} ergibt:
{\displaystyle -{\frac {n_{2}}{b_{1}-d}}+{\frac {n_{1}}{b_{2}}}={\frac {n_{1}-n_{2}}{R_{2}}}}
Addition der beiden Brechungen ergibt:
{\displaystyle {\frac {n_{1}}{a_{1}}}+{\frac {n_{2}}{b_{1}}}-{\frac {n_{2}}{b_{1}-d}}+{\frac {n_{1}}{b_{2}}}={\frac {n_{2}-n_{1}}{R_{1}}}+{\frac {n_{1}-n_{2}}{R_{2}}}}
{\displaystyle \Leftrightarrow {\frac {n_{1}}{a_{1}}}+{\frac {n_{1}}{b_{2}}}=(n_{2}-n_{1})\left({\frac {1}{R_{1}}}-{\frac {1}{R_{2}}}\right)+{\frac {n_{2}d}{b_{1}(b_{1}-d)}}}
Dabei wird nun {\displaystyle a_{1}} von der linken Seite der Linse und {\displaystyle b_{2}} von der rechten Seite der Linse gemessen.

### Näherung für dünne Linse
Man kann nun die Gegenstandsweite {\displaystyle a} und die Bildweite {\displaystyle b} für die gesamte Linse einführen: {\displaystyle a=a_{1}+d/2}, {\displaystyle b=b_{2}+d/2}. Man bezeichnet eine Linse als dünn, wenn {\displaystyle d\ll b_{2}} und {\displaystyle d\ll a_{1}} gilt. Dadurch vereinfacht sich obige Formel zu:
{\displaystyle {\frac {1}{a}}+{\frac {1}{b}}={\frac {n_{2}-n_{1}}{n_{1}}}\left({\frac {1}{R_{1}}}-{\frac {1}{R_{2}}}\right)}
Dies ist die wohlbekannte Linsengleichung und beschreibt die Abbildung achsennaher Strahlen mit einer dünnen Linse. Für achsenparallele Strahlen gilt {\displaystyle a=\infty } (der Gegenstand liegt im Unendlichen). Auf der Bildseite müssen nun die Strahlen durch den Brennpunkt gehen. Daher gilt für die Brennweite {\displaystyle f=b} einer dünnen Linse:
{\displaystyle f={\frac {n_{1}}{n_{2}-n_{1}}}{\frac {R_{1}R_{2}}{R_{2}-R_{1}}}}
Für eine bikonvexe Linse mit {\displaystyle R_{1}=R=-R_{2}} gilt:
{\displaystyle f={\frac {n_{1}}{n_{2}-n_{1}}}{\frac {R}{2}}}
Einsetzen in die Abbildungsgleichung {\displaystyle 1/a+1/b=1/f} ergibt die Abbildungsgleichung dünner Linsen:
{\displaystyle {\frac {1}{a}}+{\frac {1}{b}}={\frac {n_{2}-n_{1}}{n_{1}}}{\frac {2}{R}}}
Im Endeffekt wurde nun auch die Linsenschleiferformel hergeleitet:
{\displaystyle {\frac {1}{f}}={\frac {n_{2}-n_{1}}{n_{1}}}\left({\frac {1}{R_{1}}}-{\frac {1}{R_{2}}}\right)}